# いいわけ (JUJUの曲)
「いいわけ」は、2017年10月11日に発売のJUJUの35枚目のシングル楽曲。発売元はソニー・ミュージックアソシエイテッドレコーズ。

## 概要
前作の「Because of You」から約7ヶ月振りとなる。
表題曲「いいわけ」は、竹野内豊出演のNHKドラマ『この声をきみに』主題歌となっており、Mr.ChildrenやMy Little Loverなど数多くのヒット曲を手掛けている小林武史プロデュースによる楽曲となっている。小林による提供曲が今回が初となった。
また、リリース直後には、漫画『NANA』などを手掛けた脚本家・矢沢あいが、楽曲のイメージに合わせて、スペシャルコラボレーションムービーが公開された。
カップリングには、ままならない心情を先端R&Bサウンドと、歌謡性の高いメロディで切なく歌い上げる「RISKY」、DeBargeの名曲「Stay With Me」のカヴァー曲がそれぞれ収録されている。
初回生産限定盤はCDとDVDの2枚組で、付属のDVDには昨年に開催されたツアー『JUJU HALL TOUR 2016 WHAT YOU WANT -3rd Selection-』からダイジェストとしてライブ映像を4曲収録する。

## 収録曲
1. いいわけ [4:50]
作詞：柿沼雅美、作曲：中野領太、編曲：小林武史
NHK総合ドラマ10『この声をきみに』主題歌
2. RISKY [4:08]
作詞：藤林聖子、作曲：Mats Lie Skåre・SHIKATA・Maria Marcus
3. STAY WITH ME [4:50]
作詞・作曲：Etterlene Jordan・Mark Dwayne Debarge、編曲：松浦晃久
4. いいわけ -Instrumental-

### 初回生産限定盤DVD
『JUJU HALL TOUR 2016 WHAT YOU WANT - 3rd Selection-』よりダイジェスト映像を収録。
1. 始まりはいつも突然に
2. Unsatisfied
3. PLAYBACK
4. What You Want